# Nationale Unabhängigkeitspartei Aserbaidschans
Die Nationale Unabhängigkeitspartei Aserbaidschans (aserbaidschanisch Azərbaycan Milli İstiqlal Partiyası; Abkürzung AMİP) ist eine wirtschaftsliberale und mitte-rechts ausgerichtete, loyale „Oppositionspartei“ in Aserbaidschan. Sie versteht sich als Interessenvertreterin der Unternehmerschicht und ist für ein parlamentarisches statt des aktuellen Präsidialsystems.
Sie wurde im Jahr 1992 als Abspaltung von der Volksfront gegründet und ist Mitglied der Internationalen Demokratischen Union. Insgesamt hat die Unabhängigkeitspartei etwa 4.000–5.000 Mitglieder. Der Parteivorsitzende ist Etibar Məmmədov.

## Geschichte
Bei den letzten nationalen Allgemeinen Wahlen am 5. November 2000 und im 7. Januar 2001, gewann die Nationale Unabhängigkeitspartei 3,9 % der Wählerstimmen und somit 2 der 125 Sitze in der Aserbaidschanischen Nationalversammlung.
Der Parteikandidat für das Präsidentenamt Etibar Məmmədov gewann 2,6 % der Wählerstimmen bei den nationalen aserbaidschanischen Präsidentschaftswahlen am 15. Oktober 2003.
Ab dem Januar des Jahres 2006 kam es zu einer großen Austrittswelle in der Nationalen Unabhängigkeitspartei. Sie spaltete sich in die von Ajaz Rustamow geleitete, offiziell registrierte Gruppierung, die den Vorsitzenden Məmmədov unterstützt, und die radikalere Formation unter Ali Alijew, die sich dem umgruppierten Oppositionsblock „Freiheit“ mit der Aserbaidschanischen Demokratischen Partei anschloss.